# Francisco Zacarés Fort
Francisco Zacarés Fort (Albal, Valencia, Spanje, 1962) is een Spaans componist, musicoloog en dirigent.

## Levensloop
Zacarés Fort studeerde trombone, begeleiding, compositie, orkestdirectie en musicologie bij Luis Blanes Arques, Manuel Galduf Verdeguer, Amando Blanquer Ponsoda, Joaquín Vidal Pedrós, Eduardo Cifre Gallego, José María Vives Ramiro en Francisco Tamarit Fayos aan het Conservatorio Superior de Música "Joaquin Rodrigo" te Valencia. In 1986 behaalde hij het grote diploma voor harmonieleer en begeleiding. In 1995 won hij een eerste prijs in de wedstrijd van composities voor harmonieorkesten (Banda's sinfonico).
Tegenwoordig is hij professor in harmonieleer aan het Conservatorio Superior de Música "Joaquin Rodrigo" te Valencia. Hij was dirigent van de Banda de la Sociedad Musical "Unión" de Pescadores. Met dit orkest heeft hij ook aan het Wereld Muziek Concours te Kerkrade deelgenomen. Tegenwoordig is hij dirigent van de Banda de la Sociedad Unión Musical de "Santa Cecilia" de Guadassuar. Hij is vermeld in de Un siglo de música en la Comunidad Valenciana", 1998. In 1999 won hij de ITG Composition Contest for Trumpet, Voice with Piano Accompaniment.
Zijn composities zijn meestal voor (groot) harmonieorkest. Maar hij schreef ook kamermuziek, werken voor koor, en piano.

## Composities

### Werken voor harmonieorkest
- Abstracciones Sinfónicas
- Caribdis
- Díptic Simfònic
  1. Andante
  2. Allegro Energico
- En el Albero - paso doble
- Exégesis
- Fantasía sobre motivos del Maestro Serrano
- Himno de la Sociedad Musical Unión de Pescadores
- Iocundum
  1. Agmen
  2. Laudum
  3. Fictum
  4. Ludus
- Locundum
- Respighiana
- Santa Cecilia
- Sant Roc - paso doble (Dedicat als festers de Sant Roc de Guadassuar)
- Tauromaquia - paso doble
- Valhalla, Variaciones para Banda

### Kamermuziek
- Atárgatis, voor fluit, hobo, klarinet, fagot, trompet, hoorn, trombone en tuba
- Il-liberis, voor fluit en piano
- Remembrances, voor koperkwintet
- Three Portraits, voor trompet, mezzosopraan en piano
  1. Adagio-allegro moderato
  2. Lento Nostalgio
  3. Allegro Energico